# Jasione supina
Jasione supina là loài thực vật có hoa trong họ Hoa chuông. Loài này được Sieber ex Spreng. mô tả khoa học đầu tiên năm 1824.